# Млеч (јавор)
Млеч (Acer platanoides) име рода је латински назив за јавор, али истовремено је и придев: ācer, ācris, ācre који значи оштар, оштра, оштро вероватно због оштро зашиљених режњева листа већине јавора. Епитет врсте platanoides значи „као платан“; суфикс -oides од латинског и старогрчког -εἶδος (облик) због листа који личи на лист платана о чему говори и синоним platanifolium (платановог листа). Српски се назива још и боров јавор, јахор, млекојавор, млечак, млечика, млечник, мљечак, црни јавор, а на енглеском норвешки јавор. Многи називи се везују за млеко због тога што млеч садржи млечни сок који цури када се озледе лисне дршке и млади изданци; синоним lactescens такође описује ову особину и значи који лучи млеко. 

## Опис врсте
Дрво другог и првог реда до 30 m и круном ширине 8-12 (15) m, са витким, правим округлим стаблом и доста густом круном, која је издужено јајаста. Заостаје у висини и дебљини за јавором, а не достиже ни старост, коју јавор може да има. У средњој Европи прелази у пречнику 1 m. Корен је срцаст, слично јавору. Жиле не иду дубоко, а пружају се далеко бочно. Даје обилно изданке из пања.

Кора је на младим гранчицама црвенкастосива, глатка, а доцније тамни. На старом дрвећу је сивоцрна са многобројним, релативно ситним и плитким љуспама. Пуца по дужини, али се љуспе плуте не љуште. Пупољци су наспрамни. Јасно се разликује терминални пупољак, који је крупнији, са више љуспи од ситнијих бочних, приљубљених, са 2-3 спољне љуспе. Бочни пупољци су, са стране гране, равни и заједно са прошлогодишњом гранчицом сјајни.
Лист је са 5-7 режњева, који су оштро, крупно и ретко назубљени. Између зубаца, као и режњева, урези су обли. При основи лист је већином срцаст, с обе стране сјајно зелен, го, или је доле, дуж нерава, маљав. Дуг је 5-16 cm и широк 8-25 cm, са 4-21 cm дугом петељком, махом црвене боје.
Једнодома или дводома врста односно са мушким, женским и хермафродитним цветовима. Цвета у априлу — пре листања. Цветови су у усправним цвастима — гроњама, жути; терминално изнад листова летораста. Чашица и круница са 5 листова и нектаријама. Опрашивање је помоћу инсеката — ентомофилија. Прашници мушког цвета су дужине перианта и има их 5-10, већином 8, а код женских цветова они су краћи, закржљали. Плодник је го, пљоснат, са два израштаја, који доцније дају крила. Стубић прелази у два уназад савијена жига.
По 2 крилате орашице заједно (шизокарпијум). Крила су под углом већим од правог, а мањим од равног. Један крилати плод је 30-50 mm дуг, 10-14 mm широк. Леђна нија благо конкавна, ширина крила доста равномерна. Линија ожиљка права, спреда узана, са скоро паралелним ивицама. Сама орашица углавном троугласта, са једном правом страном (линија ожиљка) и две савијене стране, јако стиснута 10-12 mm дуга, 8-10 mm широка. Плод је на дугој дршци. Физичку зрелост млеч достиже 5 до 10 година пре јавора.
Семе ексалбуминско са ембрионом зелене боје. Котиледони уздужно савијени и изгужвани, тако да добијају кружни обрис, зелени.
Клијање епигеично. Хипокотил обично интензивно црвенкаст. Котиледони дугуљасти, 25-40 mm дуги, 6-10 mm широки, најшири при врху, тупог врха, скоро седећи. Први листови наспрамни, дугуљастојајасти, при основи срцасти, по ободу назубљени. Дршке листова црвенкасте. Даљни листови са пет режњева. Епикотил добро развијен.
Плодови сазревају у септембру-октобру и обично после првих мразева у октобру-новембру потпуно опадну са грана, те их треба сакупити у октобру. Хектолитарска маса је око 13 kg. Од 100 kg сировине може се добити око 75 kg сетвеног материјала. У једном kg има око 8.000 зрна; клијавост свежег семена је око 60-80%; семе задржи способност клијања до 2 године.

## Ареал
Претежно настањује северну и источну Европу до у Скандинавију и мало прелази Алпе и готово нимало Пиринеје. Ареал се наставља на северозападну Азију. У Алпима се пење до 1300 m. Ретко је у малим, чистим састојинама; већином је примешан у мешовите шуме, нарочито на свежијим теренима. Претежна врста нижих положаја, широких речних долина и нижих брегова. Ареал му је сличан касној, ситнолисној липи. Чест је у шумама горског јавора и јасена (Acero-Fraxinetum) где расте са : Acer pseudoplatanus, Fraxinus excelsior, Ulmus montana, Tilia grandifolia и др. У висину иде мање од јавора.

## Биоеколошке карактеристике
Млечу одговара сунчана експозиција или лакша сенка. Осетљив је на континуелну осветљеност. Показује знатну отпорност на сумпордиоксид и озон. Подноси већу хладноћу и мању летњу топлоту од јавора, али може да расте на влажнијем, земљишту од јавора. Мање је осетљив на мраз и упалу коре. У младости годишњи прираст је 80-120 cm, касније 40-60 cm. једноставан за пресађивање и врло добро расте. Врло је прилагодљив и нема већих захтева, толерише урбани микроклимат и ветар. Корен је осетљив на сабијање тла. Подноси све супстрате осим сиромашних, киселих песковитих земљишта. Не треба га орезивати на пролеће јер интензивно лучи сокове што га исцрпљује.

## Примена
Због лепог облика листова, који се пре опадања, октобра-новембра обоје у жутонаранџасто, омиљено је дрво за алеје и паркове, нарочито у северној Европи. Има велики број културних таксона који су применљиви у широком спектру различитих амбијената. Цењен као медоносна врста.  
Сок садржи одређену количину шећера и може се употребити као пиће, или се концентрише у сируп кувањем. Сируп се користи као заслађивач у многим намирницама. Концентрација сахарозе је 1,1-3,5% што је знатно ниже него код шећерног јавора (A. saccharum). Стабло дрвета се засеца у рано пролеће, лучење сока је интензивније у топлим сунчаним данима после мраза. Најбољи сок је из подручја са хладним зимама са континенталном климом.
Културе млеча могу да се подижу на стаништима лужњака-јасена, китњака-граба, цера-сладуна, низинске букве и букве и јеле.
Дрво је лепе текстуре, лако се полира, налази примену у столарству, а као добар резонатор служи за израду музичких инструмената клавира, виолина.

## Размножавање

### Генеративно размножавање
Физиолошка дормантност се отклања сетвом у јесен (октобру-новембру) или хладном стратификацијом у трајању од 2-3 месеца, после чега се семе сеје у априлу. По дужном метру треба посејати око 10-15 g на дубину око 4 cm. Ницање наступа после 5-6 недеља. Поник треба заштитити од позних пролећних мразева. Код сорти се јавља сегрегација у потомству. Тако нпр. од добијеног генеративног потомства Acer platanoides 'Schwedleri' око 50% садница има црвену боју листова, а 50% зелену, док ће код Acer platanoides 'Reitenbachii' мање од 40% садница задржава карактеристике клона. Могуће је да се проценти, при слободној полинацији, код хетерозиготних комбинација током живота још смање и да поједине индивидуе поприме зелену боју. Зато је једини начин да се добије жељена особина - вегетативно размножавање.

### Вегетативно размножавање
Најчешћи начин размножавања клонова млеча је окулирање. Како је у роду јавора инкомпатибилност врло изражена, подлоге треба да буду или основна форма млеча или блиске врсте које имају млечни сок. Тренутна инкомпатибилност испољава се када се млеч, односно његови клонови калеме на Acer pseudoplatanus, Acer lobelii, Acer negundo, Acer saccharum … Најбоље су 2 годишње саднице основне форме. Пролећни термин окулирања је бољи од окулирања спавајућим пупољком када се калеми изузетно рано у фази мезгре, најраније од свих јавора, а и уопште.
Зелене резнице у пракси се ретко примењују иако се код неких клонова ожиљују у знатном проценту: Acer platanoides ‘Drummondii’ 68% под мистом и 20% под фолијом, Acer platanoides ‘Leopoldii’ 24% под мистом, али не и под фолијом. 
У процесу формирања садница треба водити рачуна да рано уклањање бочних грана изазива застој у развоју.

## Унутарврсни таксони
Млач је веома варијабилан па је издвојено више од 100 клонова  Клонови су селекционисани углавном према боји и/или облику листа као и/или према форми: лоптасти, стубасти, купасти, жалосни. Најчешће гајени клонови су:  
- Acer platanoides 'Columnarе' у расаднику
- Acer platanoides 'Columnare' средњодобно стабло
- Acer platanoides 'Crimson King'
- Acer platanoides 'Drummondii'
- Acer platanoides 'Globosa'
- Acer platanoides 'Pyramidale Nanum'
- Acer platanoides 'Schwedleri'

- Acer platanoides 'Cleveland' – брзорастуће, средње дрво (12—15 m), широко јајасте, скоро лоптасте круне, светлозелених изданака у развоју, касније тамнозелених, светложутих у јесен;
- Acer platanoides 'Columnare' – спорорастуће дрво висине 10 (12) m уске усправне круне јајасте у старости, грана уперене ка врху, мањих и плиће урезаних листова жутих у јесен;
- Acer platanoides 'Crimson King' - широке круна, листови крупни, урезани и тамноцрвенкастогримизни, ујесен наранџасти, цветови су интензивно жути;
- Acer platanoides Crimson Sentry™ –жбун висок 3-6m, током лета бордо црвених, у јесен бакарнобраон листова;
- Acer platanoides 'Cucullatum' – велико усправно дрво са лепезастим листовима са 7-9 зашиљених режњева;
- Acer platanoides 'Deborah' – средње, ређе високо дрво (15—20 m), расте брже од клона 'Schwedleri' у почетку до 0,5 m годишње, округле, широке круне, изданци светлоцрвени, бронзанозелени током лета, златножути у јесен;
- Acer platanoides 'Dissectum' ('Palmatifidum') – скоро исти као 'Lorbergii' али су листови тамније зелени, а режњеви са набораним ивицама и правим врховима;
- Acer platanoides 'Drummondii' – врло упечатљиво, спорорастуће, мало дрво (6—8 m) са листовима белих тракастих маргина, има тенденцију повратка на исходне особине, у јесен жуто;
- Acer platanoides 'Emerald Queen' – брзорастуће, средње дрво (12—15 m), издужено јајасте круне, касније јајасте, изданци ружичастобронзани, касније светлозелени, у јесен жути;
- Acer platanoides 'Erectum' – усправни спорорастући култивар средње величине са кратким усправним гранама;
- Acer platanoides - 'Faassen's Black' - средње дрво (12—15 m), средње брзог раста у почетку 30-40 cm, касније 10-20 cm, круна широко јајаста, изданци металик црноцрвени, зеленкастоцрвени током лета, наранџасти у јесен;
- Acer platanoides - 'Farlake's Green' – брзорастуће, средње дрво (12—15 m), у почетку усправне круте, касније опуштене јајасте круне, црвенкасти изданци прелазе у тамнозелену, у јесен наранџастожути;
- Acer platanoides 'Globosum' – мало дрво (4—6 m), веома спорог раста, широко лоптасте, компактне круне која одржава лоптасту форму без орезивања, бронзани изданци прелазе у тамнозелену, у јесен наранџастожути;
- Acer platanoides 'Laciniatum' – Енглези га називају јавор орлове канџе (Eagle's Claw Maple) усправнорастуће високо дрво са листовима мањим од основне форме, клиноликим у основи дубоко усечени на режњеве са канџастим врхом;
- Acer platanoides 'Lorbergii' – средње дрво, са прстасто дубоко дељеним, бледо зеленим листовима; режњеви целих ивица и дугих зашиљених врхова повијених навише;
- Acer platanoides 'Pendulum' – жалосна форма пронађена у Темишвару 1901. године; клон није гајен изван Румуније, последњи примерак осушио се у арборетуму Базос 2000. године;
- Acer platanoides 'Princeton Gold' – средње дрво 12-17 m, округле круне, златножутих листова који током вегетационог периода постепено постају светлозелени, у јесен поново жути;
- Acer platanoides 'Pyramidale Nanum' – стубасти клон у 10. години достиже 5 m, лист зелен;
- Acer platanoides 'Pyramidalis' – стубасти клон висине 15-20 m и ширине круне 2-3 m, лист зелен;
- Acer platanoides 'Reitenbachii' - средње дрво, листови црвени при олиставању, постепено прелазе у зелено, да би у јесен били црвени;
- Acer platanoides 'Rotterdam' – високо дрво у 10. години 12 m високо, у пуној зрелости 20 m, са зеленим листовима, са наличја густо сиво длакавим;
- Acer platanoides 'Royal Red' – мало дрво (8—10 m), споријег раста од клона 'Faassen's Black' (20-40 cm годишње) круна у почетку купаста, касније широко заобљена, изданци интензивно тамноцрвени, бронзани, током лета зеленкастоцрвени, златножути до наранџасти у јесен;
- Acer platanoides 'Schwedleri' - средње дрво (15—18 m), средње брзог раста у почетку 30-40 cm годишње, тамноцрвених листова, лисне петељке, нерватура и млади изданци црвени; најефективнији када се интензивно орежу сваке друге јесени;
- Acer platanoides 'Variegatum' – дрво до 20 m високо,листови бело зелено панаширани
- Acer platanoides 'Walderseei' – необична форма са листовима попрсканим белим мрљама, сивкаст издалека; слабе конституције